# Kannapuram
Kannapuram é uma vila no distrito de Kannur, no estado indiano de Kerala.

## Demografia
Segundo o censo de 2001, Kannapuram tinha uma população de 18 568 habitantes. Os indivíduos do sexo masculino constituem 46% da população e os do sexo feminino 54%. Kannapuram tem uma taxa de literacia de 84%, superior à média nacional de 59,5%: a literacia no sexo masculino é de 86% e no sexo feminino é de 81%. Em Kannapuram, 10% da população está abaixo dos 6 anos de idade.